# Masao Yoshida
Masao Yoshida, född 1955, död 2013, var en kärnkraftschef inom Tepco under kärnkraftverksolyckan i Fukushima den 12 mars 2011 och blev en hyllad nationalhjälte för att han trotsade Tepcos order om att sluta spruta vatten i reaktor 1.
28 timmar efter tsunamikatastrofen hade den orsakat stora skador på kärnreaktorerna. Yoshida och Tepco gav order till arbetarna om att spruta in havsvatten i reaktor 1 för att förhindra en härdsmälta. 21 minuter senare beordrade Tepco att Yoshida skulle avbryta åtgärderna. Yoshida ignorerade ordern. Samma natt beordrade Japans regering att fortsätta spruta in havsvatten. När katastrofen skedde blev han tillrättavisad för att han bröt mot orderna men när han dog i cancer 2013 blev han hyllad som hjälte för att han hade räddat Japan från en kärnreaktorexplosion.